# 警視庁捜査一課9係
『警視庁捜査一課9係』（けいしちょうそうさいっかきゅうがかり）は、2006年から2017年までテレビ朝日系列で断続的に放送されていた刑事ドラマシリーズ。略称は「9係」。東映制作。
以下、本文中での「S」表記はseason、「SP」表記はスペシャルをそれぞれ指すものとする。また、『新・警視庁捜査一課9係』のタイトルで制作・放送された各シーズンについても、便宜上通算でのカウントとする（例『新・警視庁捜査一課9係』season1 → 「S4」）。

## 概要

### あらすじ
大都会・東京で日々多発する凶悪犯罪。警視庁は、その事件解決のため捜査第一課に「第9係」を新設した。捜査一課9係の係長・加納倫太郎（演：渡瀬恒彦）を筆頭に、浅輪直樹（演：井ノ原快彦）、小宮山志保（演：羽田美智子）、村瀬健吾（演：津田寛治）、青柳靖（演：吹越満）、矢沢英明（演：田口浩正）の6人の刑事たちが、難事件を解決していく姿を描く。

### 企画・制作
本シリーズは立ち上げ当初から一貫して、テレビ朝日系列の水曜21時台に設けられている刑事ドラマ枠（21:00 - 21:54）にて放送されており、2010年代に入ってからは各年度の下半期に放送される『相棒』などの各シリーズと並び、同枠の定番シリーズとして定着していた。放送期間は、7月クールに放送されていたS4 - S9までの各シーズンを除けば、基本的には各年度の4月クールにて放送されており、この点は後述の新シリーズへの移行後も踏襲された。
本シリーズの前身とも言える作品として、シリーズ開始の前年に「土曜ワイド劇場」にて放送された単発ドラマ『警視庁捜査一課強行犯七係』（2005年2月12日放送）が挙げられる。本シリーズと同じく、渡瀬を主演に据えて制作された同作品は、チーフのプロデューサーとして本シリーズの立ち上げに携わった松本基弘の、「『ER緊急救命室』みたいな群像劇をやってみたかった」という思いに端を発したものであった。もっとも、2時間ドラマでは群像劇にはならなかったと後に松本は振り返っており、時同じくしてテレビ朝日の上層部から、『相棒』をやらない時期に放送する新たなドラマを考えろと言われ、『七係』の反省を踏まえる形で提出された企画が『9係』であった。企画の立ち上げに際し、松本は渡瀬に「事件を解決するだけではなく、レギュラー刑事たちのプライベートも描く群像劇で、主人公が必ず中心になるわけではない、ある意味チャレンジの企画なんですがいいですか」と訊ねており、これに対して渡瀬は「おもしろそうだからいいよ」と、昼行灯のような係長・加納倫太郎の立ち位置をよく理解して企画に乗ってくれたことを、後に松本は述懐している。
題名は、金曜午後8時に放送されていた『3年B組金八先生』（TBS系列）に肖り、水曜午後9時放送なので『9係』とした。2009年放送のS4からは、タイトルも前述の通り『新・警視庁捜査一課9係』へと変更され、以降S6（『新・警視庁捜査一課9係』season3）までこのタイトルが用いられた。
シリーズ開始当初は基本的に1話完結かつ比較的コミカルなエピソードも散見されたものの、シーズンを重ねるにつれて扱う事件も複雑化し、1話では解決できない2週連続完結のエピソードも徐々に増えていった。また前述した改題以降は、番組のスタイルもそれまでのコミカル路線から前出の『相棒』などを髣髴とさせるシリアス路線へとシフト。登場人物の面でも、改題とともに監察医の早瀬川真澄（演：原沙知絵）が新たに加入する一方、S3まで毎回のように登場していた加納倫太郎の娘・石川倫子（演：中越典子）の登場頻度が大幅に減少し、新たに加入した原と当初から出演している中越とで出演機会が逆転している。

### 『特捜9』への移行
2017年3月14日、放送開始から主演を務めてきた渡瀬恒彦が他界した。S10終了後の2015年夏に胆嚢癌が見つかり余命1年の宣告を受けていた渡瀬であったが、翌2016年のS11にも病をおして引き続き出演。この時点で本作品のスタッフも渡瀬の病状を把握していたが、渡瀬自身は2017年1月25日と2月19日に行われたS12の取材会や制作発表会見にも出席するなど、続投への強い意欲を見せていた。渡瀬はほどなく体調の悪化により入院し、病床でも台本を手放さず既に台詞を覚え撮影に向けて準備を進めていたが、その矢先に容態が急変して帰らぬ人となった。この2月19日の会見が、渡瀬が公の場で見せた最後の姿となった。
これを受け、S12は「主人公不在」でスタートし、第1話の冒頭に過去の映像を使用する形で渡瀬が登場した。その後も、渡瀬演じる加納は「内閣テロ対策室改造準備委員会のアドバイザーを兼務するため不在」という設定で回想部分のみの登場となり、代わって井ノ原演じる浅輪を主人公として最終回までストーリーが進められたが、その間にも番組のエンディングや番組公式サイトでは「加納倫太郎 渡瀬恒彦」と名前がクレジットされた。一方でS12終了直後の6月13日には、S11から早乙女静香役でレギュラー出演していた野際陽子も鬼籍に入っている。
翌2018年4月11日、「9係は一度解散し、再び同じメンバーで特別捜査班を組んだ」という設定のもと、浅輪が正式に主役へ昇格し『特捜9』として新たなスタートを切った（以降の詳細については当該項目を参照）。シリーズ移行までの時点で、通算のシーズン数は12、放送回数は全116回（SPやスピンオフも含む）に上った。

### その後
2020年、新型コロナウイルスの感染拡大に伴う『特捜9』S3の撮影・放送延期時に、その代替として本シリーズの一部作品が再放送された。
2025年、後継作である『特捜9』がfinal seasonを迎え、同時に『9係』時代から数えて通算20シーズン目となることを記念し、同年3月より本シリーズのS1 - S8がテレビ朝日の公式動画配信サービス『TELASA』で順次配信を開始。その後、4月29日までに全12シーズンの閲覧が可能となった。

## 登場人物

### 警視庁捜査一課9係
加納倫太郎（かのう りんたろう）
演 - 渡瀬恒彦
本シリーズの主人公で、捜査一課で最も高い検挙率を誇る9係の係長。階級は警部。
浅輪直樹（あさわ なおき）
演 - 井ノ原快彦（V6）
新宿中央署刑事課から本庁捜査一課9係に栄転。階級は巡査（S1 - S7） → 巡査長（S8 - S9） → 巡査部長（S10 - ）。S12では加納の不在に伴い、実質的に主人公として物語を牽引していくこととなる。
小宮山志保（こみやま しほ）
演 - 羽田美智子
9係の紅一点にして、ムードメーカーでもある。階級は巡査部長、S8から警部補に昇任し主任を務める。
村瀬健吾（むらせ けんご）
演 - 津田寛治
S1からS5まで9係の主任を務めていた。階級は警部補。
青柳靖（あおやぎ やすし）
演 - 吹越満
S6、S7では主任を務めていた。階級は警部補。
矢沢英明（やざわ ひであき）
演 - 田口浩正
青柳の4期後輩。階級は巡査部長。

### 9係の関係者
石川倫子（いしかわ みちこ）
演 - 中越典子
加納倫太郎の娘。職業はパティシエール。パリのコンテストで2位。
姓が違うのは離婚した後に他界した母（加納の元妻　ときこ）が旧姓に戻したため。
垣内妙子（かきうち たえこ）
演 - 遠藤久美子
職業はクラブ歌手。昔、組織に薬物中毒にされ、監禁された所を青柳に救出された。
矢沢早苗（やざわ さなえ）
演 - 畑野ひろ子（S1 - S4第1話 / S6第9話 - ）
矢沢の妻。職業は漫画家。人気漫画家で実は夫より高収入。
安西つかさ（あんざい つかさ）
演 - 浅見れいな（S1 - S4）
村瀬の元恋人。
宮原礼二（みやはら れいじ）
演 - 金児憲史（S1 - S3 / S7第9話 / S9第8話）
倫子の勤めていた洋菓子店「パンとケーキの店 ミヤハラ」の息子で、パティシエでもある。
片山学（かたやま まなぶ）
演 - 石橋保（S1）
小宮山の恋人。銀行員。
園田俊介（そのだ しゅんすけ）
演 - 中村俊介（S2 / S12）
倫子がパリ留学していた時のルームメイト。
鳥越輝明（とりごえ てるあき）
演 - 椛島永次（S2）
早苗担当の編集者。
徳島さやか（とくしま さやか）
演 - 加藤貴子（年末SP - S2 / S7第1話）
テレビ局の報道記者で、小宮山の友人。
東条周作（とうじょう しゅうさく）
演 - 田中実（S3 - S4第1話）
外科医。
浅輪和樹（あさわ かずき）
演 - 豊原功補（S3）
浅輪直樹の兄。
早乙女静香（さおとめ しずか）
演 - 野際陽子（S11 - S12）
加納倫太郎の元妻の従姉。かつて夫と暮らしていた南之蛍団地の自治会長。かなりの毒舌で、倫太郎を困らせることもしばしば。
黛優之介（まゆずみ ゆうのすけ）
演 - 竹中直人（S12）
倫太郎と過去に因縁を持つ世界的な法医学者。

### 警視庁
9係の所属長は捜査第一課長（通常は警視正）、また係の統括者たる部門長として管理官（通常は警視）が存在するはずであるが、当初から全く登場していない。
是枝正志（これえだ まさし）
演 - 誠直也（S1 - S3）
刑事部長。階級は警視。
庄司真美（しょうじ まみ）
演 - 牛尾田恭代（S1）
鑑識員。
夏樹理沙子（なつき りさこ）
演 - 加賀美早紀（S2 - S3）
鑑識員。浅輪直樹の大学時代の後輩。
神田川宗次朗（かんだがわ そうじろう）
演 - 里見浩太朗（S10 / S11最終話 / S12第1話・第3話・最終話）
警視総監。

### 警察庁
神宮司桃子（じんぐうじ ももこ）
演 - 名取裕子（年末SP - S3）
警察庁刑事局参事官。階級は警視長。加納の数少ない理解者。
水野治久（みずの はるひさ）
演 - 佐戸井けん太（年末SP - S2）
警察庁刑事局長。
安西大二郎（あんざい だいじろう）
演 - 三浦浩一（S3）
つかさの父親。
警察庁長官官房参事官（S1～）→警察庁警備局長（S3）

### 関東監察医務院
早瀬川真澄（はやせがわ ますみ）
演 - 原沙知絵（S4 - ）
監察医。

## スタッフ
- 脚本 - 深沢正樹（50回）、岡崎由紀子（17回）、徳永富彦（13回）、真部千晶（12回）、瀧川晃代（9回）、ハセベバクシンオー（8回）、波多野都（5回）、入江信吾（2回）、古沢良太（1回）、江良至（同）、平松正樹（同）、伊藤洋子（同）、太田愛（同）、須藤泰司（同）、真野勝成（同）、保正和之（同）、大川俊道（同）、岩瀬晶子（同）
- シナリオ協力：波多野都（S3最終話）
- プロット協力：保正和之（S10第9話）
- 音楽 - 吉川清之
- 監督 - 吉田啓一郎（41本）、杉村六郎（30本）、長谷川康（20本）、田村孝蔵（14本）、新村良二（10本）、細川光信（5本）、油谷誠至（3本）、児玉宜久（1本）
- テーマ音楽 - racchi（S1 - S3）
- チーフプロデューサー（「新」以降はゼネラルプロデューサー） - 松本基弘（テレビ朝日）
- 現プロデューサー - 神田エミイ亜希子（テレビ朝日 / S12）、金丸哲也（東映）
- 旧プロデューサー
  - テレビ朝日 - 大川武宏（S1 - S2）、島川博篤（S6 - S7）、山田兼司（S8 - S9）、峰島あゆみ（テレビ朝日 / S10 - S11）
  - 東映 - 丸山真哉（S1 - S9）、中尾亜由子（S10）
- 制作 - テレビ朝日、東映

## 主題歌
主題歌は、シリーズ開始当初から一貫して、浅輪役の井ノ原が所属するV6が担当。これは後継シリーズの『特捜9』にも引き継がれた。
歌：V6（avex trax）
- S1、年末SP - 「グッデイ!!」[6]
- S2 - 「ジャスミン」[7]
- S3 - 「蝶」[8]
- S4 - 「GUILTY」[9]
- S5 - 「only dreaming」[10]
- S6 - 「Sexy.Honey.Bunny!」[11]
- S7 - 「kEEP oN.」[12]
- S8 - 「君が思い出す僕は 君を愛しているだろうか」 [13]
- S9、日曜エンタ・ドラマSP - 「涙のアトが消える頃」[14]
- S10 - 「Timeless」[15]
- S11 - 「Beautiful World」[16]
- S12 - 「COLORS」[17]

## 用語
警視庁捜査一課9係
通称『9係』。本シリーズの舞台となる部署で、正式名称は『警視庁刑事部捜査第一課強行犯捜査第9係』。
「捜査一課イチの検挙率を誇る9係」として、その名は警察内外に広く知れ渡っている。
係長の加納倫太郎を筆頭に、小宮山志保・村瀬健吾・青柳靖・矢沢英明の捜査員4名に、S1第1話で新宿中央警察署から異動してきた浅輪直樹を加えた計6名体制という少数精鋭の部署である。
捜査責任者（主任）はS1からS5まで村瀬、S6・S7で青柳、S8以降は小宮山が務めている。
S6第1話で村瀬が14係へ係長として異動し、入れ替わりで新田哲男が加入するが、1回限りで再び別の部署へ異動し代わりに村瀬が係員（捜査員）として復帰したため、部署の人数はシリーズを通して変わっていない。
S12で加納が内閣テロ対策室（通称『内対』）改造準備委員会のアドバイザーを兼務するためチームを離脱。以降は「係長不在」のまま捜査を続けていた。
しかし、S12終了後のある事件で捜査における不祥事の責任を問われた9係は解散（解体）させられ、メンバーも異動を余儀なくされた。
そして1年後、紆余曲折の末に『警視庁刑事部捜査第一課特別捜査班（特捜班）』として事実上の「再結成」を果たすこととなる。

## 放送日程

### 警視庁捜査一課9係 season1（2006年）
- 放送期間：2006年4月19日 - 6月21日
- 放送回数：全10回
- 番組キャッチコピーは「切れ者がいる。クセ者がいる。変わり者がいる。」。
- 同シーズンのみ、各回のサブタイトルに「第○話」が付記されていた。

| 放送回                                                         | 放送日  | サブタイトル | 脚本       | 監督       | 視聴率 |
| -------------------------------------------------------------- | ------- | ------------ | ---------- | ---------- | ------ |
| 1                                                              | 4月19日 | 偽証の連鎖   | 深沢正樹   | 吉田啓一郎 | 14.7%  |
| 2                                                              | 4月26日 | 殺人生録画   | 深沢正樹   | 吉田啓一郎 | 16.4%  |
| 3                                                              | 5月03日 | マドンナ狙撃 | 深沢正樹   | 吉田啓一郎 | 11.9%  |
| 4                                                              | 5月10日 | 強盗ゲーム   | 深沢正樹   | 杉村六郎   | 10.5%  |
| 5                                                              | 5月17日 | 除幕式の死体 | 深沢正樹   | 油谷誠至   | 15.9%  |
| 6                                                              | 5月24日 | 動く指紋の謎 | 入江信吾   | 吉田啓一郎 | 11.6%  |
| 7                                                              | 5月31日 | 船上の目撃者 | 岡崎由紀子 | 児玉宜久   | 12.9%  |
| 8                                                              | 6月07日 | Gペンの殺意  | 古沢良太   | 長谷川康   | 12.3%  |
| 9                                                              | 6月14日 | 冷凍花嫁     | 深沢正樹   | 吉田啓一郎 | 14.5%  |
| 10                                                             | 6月21日 | 最後の判決   | 深沢正樹   | 吉田啓一郎 | 16.2%  |
| 平均視聴率 13.7%（視聴率はビデオリサーチ調べ、関東地区・世帯） |         |              |            |            |        |

### 警視庁捜査一課9係 年末スペシャル（2006年）
- 水曜21時00分から23時25分までの2時間25分SP。

| 放送日         | サブタイトル     | 脚本     | 監督       | 視聴率 |
| -------------- | ---------------- | -------- | ---------- | ------ |
| 2006年12月27日 | 2006年最後の事件 | 深沢正樹 | 吉田啓一郎 | 10.5%  |

### 警視庁捜査一課9係 season2（2007年）
- 放送期間：2007年4月25日 - 6月20日
- 放送回数：全9回
- 最終話は20時00分から21時54分までの1時間54分SP。

| 放送回                                                         | 放送日  | サブタイトル   | 脚本       | 監督       | 視聴率 |
| -------------------------------------------------------------- | ------- | -------------- | ---------- | ---------- | ------ |
| 1                                                              | 4月25日 | 巌窟王の復讐   | 深沢正樹   | 吉田啓一郎 | 13.4%  |
| 2                                                              | 5月02日 | 殺人係長       | 深沢正樹   | 吉田啓一郎 | 10.0%  |
| 3                                                              | 5月09日 | 殺人美容整形   | 岡崎由紀子 | 杉村六郎   | 11.5%  |
| 4                                                              | 5月16日 | 楽園の悪魔     | 深沢正樹   | 杉村六郎   | 13.7%  |
| 5                                                              | 5月23日 | 殺しの花嫁衣裳 | 深沢正樹   | 油谷誠至   | 15.9%  |
| 6                                                              | 5月30日 | 警視総監の秘密 | 深沢正樹   | 田村孝蔵   | 13.4%  |
| 7                                                              | 6月06日 | 狙われた誕生会 | 入江信吾   | 油谷誠至   | 13.7%  |
| 8                                                              | 6月13日 | 薔薇の女       | 江良至     | 吉田啓一郎 | 09.7%  |
| 9                                                              | 6月20日 | 最後の晩餐     | 深沢正樹   | 吉田啓一郎 | 13.1%  |
| 平均視聴率 12.7%（視聴率はビデオリサーチ調べ、関東地区・世帯） |         |                |            |            |        |

### 警視庁捜査一課9係 season3（2008年）
- 放送期間：2008年4月16日 - 6月18日
- 放送回数：全10回
- 番組キャッチコピーは「こんなですが、検挙率NO.1。」。
- 福井放送では同シーズンより、月曜22時台から移ってきたばかりの木曜ドラマ枠を直前の時間帯に配し、かつ連結するようになる。

| 放送回                                                         | 放送日  | サブタイトル               | 脚本     | 監督       | 視聴率 |
| -------------------------------------------------------------- | ------- | -------------------------- | -------- | ---------- | ------ |
| 1                                                              | 4月16日 | 堕天使                     | 深沢正樹 | 吉田啓一郎 | 09.7%  |
| 2                                                              | 4月23日 | 兄弟                       | 深沢正樹 | 吉田啓一郎 | 11.4%  |
| 3                                                              | 4月30日 | 装飾（デコレーション）死体 | 深沢正樹 | 杉村六郎   | 12.1%  |
| 4                                                              | 5月07日 | 時給五万円の殺人           | 深沢正樹 | 杉村六郎   | 10.7%  |
| 5                                                              | 5月14日 | 封じられた捜査             | 深沢正樹 | 吉田啓一郎 | 10.1%  |
| 6                                                              | 5月21日 | 殺しのピアノ               | 深沢正樹 | 吉田啓一郎 | 12.4%  |
| 7                                                              | 5月28日 | 割れないグラス             | 波多野都 | 田村孝蔵   | 12.3%  |
| 8                                                              | 6月04日 | 疑惑の花嫁                 | 深沢正樹 | 長谷川康   | 10.5%  |
| 9                                                              | 6月11日 | 赤と白の殺意               | 深沢正樹 | 吉田啓一郎 | 10.7%  |
| 10                                                             | 6月18日 | 殺人研究室                 | 深沢正樹 | 吉田啓一郎 | 15.4%  |
| 平均視聴率 11.5%（視聴率はビデオリサーチ調べ、関東地区・世帯） |         |                            |          |            |        |

### 新・警視庁捜査一課9係 season1（第4シリーズ・2009年）
- 放送期間：2009年7月1日 - 9月16日
- 放送回数：全11回
- 番組キャッチコピーは「謎が謎を呼び、新9係始動」。
- 新聞のテレビ欄では『新・警視庁9係』として表記。
- このシーズンから7月クールでの放送となる。また改題に伴い、season3まで使用されてきたタイトルバック映像も廃止され、番組の冒頭やCM明けにタイトルロゴを表示するのみの形となった。
- 7月22日は「世界水泳ローマ2009 シンクロナイズドスイミング・コンビネーション決勝」が放送されたため休止。

| 放送回                                                         | 放送日  | サブタイトル     | 脚本       | 監督       | 視聴率 |
| -------------------------------------------------------------- | ------- | ---------------- | ---------- | ---------- | ------ |
| 1                                                              | 7月01日 | 殺人占い         | 深沢正樹   | 吉田啓一郎 | 13.5%  |
| 2                                                              | 7月08日 | 殺人女優         | 深沢正樹   | 杉村六郎   | 13.3%  |
| 3                                                              | 7月15日 | 殺意のロザリオ   | 徳永富彦   | 吉田啓一郎 | 12.2%  |
| 4                                                              | 7月29日 | 殺人スクープ     | 波多野都   | 吉田啓一郎 | 12.3%  |
| 5                                                              | 8月05日 | 殺人ダイヤモンド | 深沢正樹   | 杉村六郎   | 13.2%  |
| 6                                                              | 8月12日 | 殺人レシピ       | 岡崎由紀子 | 吉田啓一郎 | 13.9%  |
| 7                                                              | 8月19日 | アロマ殺人事件   | 瀧川晃代   | 長谷川康   | 15.0%  |
| 8                                                              | 8月26日 | 殺人歌姫         | 深沢正樹   | 田村孝蔵   | 13.6%  |
| 9                                                              | 9月02日 | 落雷花嫁         | 徳永富彦   | 吉田啓一郎 | 12.7%  |
| 10                                                             | 9月09日 | 新コンビ誕生     | 岡崎由紀子 | 長谷川康   | 11.3%  |
| 11                                                             | 9月16日 | 生命の捜査線     | 平松正樹   | 吉田啓一郎 | 12.3%  |
| 平均視聴率 13.0%（視聴率はビデオリサーチ調べ、関東地区・世帯） |         |                  |            |            |        |

### 新・警視庁捜査一課9係 season2（第5シリーズ・2010年）
- 放送期間：2010年6月30日 - 9月15日
- 放送回数：全12回
- 番組のキャッチコピーは「止まらない事件。止まらない9係。」。
- 初回視聴率シリーズ最高を記録。

| 放送回                                                         | 放送日  | サブタイトル     | 脚本               | 監督       | 視聴率 |
| -------------------------------------------------------------- | ------- | ---------------- | ------------------ | ---------- | ------ |
| 1                                                              | 6月30日 | 100億の殺人      | 深沢正樹           | 杉村六郎   | 16.2%  |
| 2                                                              | 7月07日 | 殺人酵母         | 岡崎由紀子         | 杉村六郎   | 15.6%  |
| 3                                                              | 7月14日 | 殺人ベストセラー | 波多野都           | 吉田啓一郎 | 15.1%  |
| 4                                                              | 7月21日 | 死者からのメール | 徳永富彦           | 吉田啓一郎 | 14.0%  |
| 5                                                              | 7月28日 | 殺人DJ           | 深沢正樹           | 長谷川康   | 13.7%  |
| 6                                                              | 8月04日 | 殺しのルージュ   | ハセベバクシンオー | 田村孝蔵   | 15.2%  |
| 7                                                              | 8月11日 | 聴かれた殺人     | 瀧川晃代           | 杉村六郎   | 13.3%  |
| 8                                                              | 8月18日 | 歩く死体         | 真部千晶           | 杉村六郎   | 15.3%  |
| 9                                                              | 8月25日 | 二つの血痕       | 岡崎由紀子         | 吉田啓一郎 | 15.5%  |
| 10                                                             | 9月01日 | 高層の死角       | 徳永富彦           | 長谷川康   | 14.7%  |
| 11                                                             | 9月08日 | 殺人ネイル       | 深沢正樹           | 田村孝蔵   | 13.6%  |
| 12                                                             | 9月15日 | ヒミコ強奪       | 深沢正樹           | 杉村六郎   | 14.2%  |
| 平均視聴率 14.7%（視聴率はビデオリサーチ調べ、関東地区・世帯） |         |                  |                    |            |        |

### 新・警視庁捜査一課9係 season3（第6シリーズ・2011年）
- 放送期間：2011年7月6日 - 9月14日
- 放送回数：全11回
- 番組のキャッチコピーは「この夏…最高に輝く刑事たち」。
- 関西地区での初回視聴率は19.5%。
- シリーズ最高視聴率、平均視聴率を更新し、7月クールのドラマ視聴率1位を獲得。

| 放送回                                                         | 放送日  | サブタイトル     | 脚本               | 監督       | 視聴率 |
| -------------------------------------------------------------- | ------- | ---------------- | ------------------ | ---------- | ------ |
| 1                                                              | 7月06日 | 消された女刑事   | ハセベバクシンオー | 杉村六郎   | 14.8%  |
| 2                                                              | 7月13日 | 殺人バースディ   | 深沢正樹           | 杉村六郎   | 15.3%  |
| 3                                                              | 7月20日 | 赤い破片の秘密   | 深沢正樹           | 吉田啓一郎 | 15.5%  |
| 4                                                              | 7月27日 | ルビー殺人事件   | 真部千晶           | 吉田啓一郎 | 16.5%  |
| 5                                                              | 8月03日 | 美食の殺人       | 瀧川晃代           | 田村孝蔵   | 16.7%  |
| 6                                                              | 8月10日 | 秘密の部屋       | 波多野都           | 長谷川康   | 13.6%  |
| 7                                                              | 8月17日 | 殺人法廷         | 真部千晶           | 杉村六郎   | 16.6%  |
| 8                                                              | 8月24日 | 殺人渓谷         | 岡崎由紀子         | 杉村六郎   | 15.6%  |
| 9                                                              | 8月31日 | 殺意の赤いライン | 伊藤洋子           | 田村孝蔵   | 16.6%  |
| 10                                                             | 9月07日 | 悪魔の連載       | ハセベバクシンオー | 長谷川康   | 17.0%  |
| 11                                                             | 9月14日 | 最期の銃弾       | 徳永富彦           | 吉田啓一郎 | 15.9%  |
| 平均視聴率 15.8%（視聴率はビデオリサーチ調べ、関東地区・世帯） |         |                  |                    |            |        |

### 警視庁捜査一課9係 season7（2012年）
- 放送期間：2012年7月4日（近畿地方は初回の2時間スペシャルのみ7月7日[注 19]） - 9月5日
- 放送回数：全10回
- 第1話は20時00分から21時48分までの1時間48分SP。
- 番組キャッチコピーは「覚醒」。

| 放送回                                                         | 放送日  | サブタイトル     | 脚本               | 監督       | 視聴率 |
| -------------------------------------------------------------- | ------- | ---------------- | ------------------ | ---------- | ------ |
| 1                                                              | 7月04日 | Uの傷跡          | 深沢正樹           | 杉村六郎   | 13.0%  |
| 2                                                              | 7月11日 | 殺人陶器         | ハセベバクシンオー | 吉田啓一郎 | 09.9%  |
| 3                                                              | 7月18日 | シェフ殺人事件   | 真部千晶           | 新村良二   | 12.4%  |
| 4                                                              | 7月25日 | 殺意の芝生       | 岡崎由紀子         | 田村孝蔵   | 13.0%  |
| 5                                                              | 8月01日 | 悪魔の似顔絵     | 徳永富彦           | 杉村六郎   | 10.4%  |
| 6                                                              | 8月08日 | アロハ殺人事件   | 瀧川晃代           | 杉村六郎   | 12.5%  |
| 7                                                              | 8月15日 | 穏やかな死体     | 太田愛             | 吉田啓一郎 | 09.2%  |
| 8                                                              | 8月22日 | 犬は見ていた     | 波多野都           | 吉田啓一郎 | 11.4%  |
| 9                                                              | 8月29日 | 殺人同窓会       | 岡崎由紀子         | 長谷川康   | 12.1%  |
| 10                                                             | 9月05日 | 殺人オーケストラ | 深沢正樹           | 杉村六郎   | 14.0%  |
| 平均視聴率 11.9%（視聴率はビデオリサーチ調べ、関東地区・世帯） |         |                  |                    |            |        |

### 警視庁捜査一課9係 season8（2013年）
- 放送期間：2013年7月10日 - 9月11日
- 放送回数：全10回
- 番組のキャッチコピーは「好きにやらせてもらいます。いつもの僕らのやり方で。」。

| 放送回                                                         | 放送日  | サブタイトル     | 脚本       | 監督       | 視聴率 |
| -------------------------------------------------------------- | ------- | ---------------- | ---------- | ---------- | ------ |
| 1                                                              | 7月10日 | 捏造された殺人   | 深沢正樹   | 長谷川康   | 15.2%  |
| 2                                                              | 7月17日 | 殺人美容室       | 深沢正樹   | 長谷川康   | 13.7%  |
| 3                                                              | 7月24日 | 逃亡者の殺意     | 徳永富彦   | 吉田啓一郎 | 10.0%  |
| 4                                                              | 7月31日 | 昼下がりの銃殺   | 真部千晶   | 吉田啓一郎 | 14.0%  |
| 5                                                              | 8月07日 | 殺人生原稿       | 須藤泰司   | 杉村六郎   | 13.4%  |
| 6                                                              | 8月14日 | 127の殺意        | 岡崎由紀子 | 杉村六郎   | 13.2%  |
| 7                                                              | 8月21日 | 死の紋様         | 瀧川晃代   | 新村良二   | 13.6%  |
| 8                                                              | 8月28日 | 殺人スタント     | 真部千晶   | 細川光信   | 13.4%  |
| 9                                                              | 9月04日 | 殺しのネックレス | 徳永富彦   | 田村孝蔵   | 12.2%  |
| 10                                                             | 9月11日 | 殺人船長         | 深沢正樹   | 長谷川康   | 13.2%  |
| 平均視聴率 13.2%（視聴率はビデオリサーチ調べ、関東地区・世帯） |         |                  |            |            |        |

### 警視庁捜査一課9係 スピンオフSP（2014年）
- 金曜23時25分から翌0時25分までの放送（23:25 - 24:25）[24]。
- 主演は青柳靖（演：吹越満）と矢沢英明（演：田口浩正）[24]。

| 放送日        | サブタイトル | 脚本     | 監督     |
| ------------- | ------------ | -------- | -------- |
| 2014年6月27日 | 雨な2人      | 真野勝成 | 杉村六郎 |

### 警視庁捜査一課9係 season9（2014年）
- 放送期間：2014年7月9日 - 9月10日
- 放送回数：全10回
- 番組のキャッチコピーは「｢9係｣が9年目に突入！ 超個性的な7人の捜査官の、熱い2014年夏が始まる！」。
- 従前までのシーズンとは異なり、本編中でのサブタイトルのクレジットが省略されている（次シーズンの第1話まで継続）。

| 放送回                                                         | 放送日  | サブタイトル     | 脚本               | 監督       | 視聴率 |
| -------------------------------------------------------------- | ------- | ---------------- | ------------------ | ---------- | ------ |
| 1                                                              | 7月09日 | 殺人クルーズ     | 深沢正樹           | 長谷川康   | 11.9%  |
| 2                                                              | 7月16日 | 世界平和殺人事件 | 深沢正樹           | 長谷川康   | 13.0%  |
| 3                                                              | 7月23日 | 殺人ギター       | 真部千晶           | 新村良二   | 10.5%  |
| 4                                                              | 7月30日 | 殺人家計簿       | 瀧川晃代           | 杉村六郎   | 13.0%  |
| 5                                                              | 8月06日 | 殺人ミュージカル | 真部千晶           | 杉村六郎   | 10.4%  |
| 6                                                              | 8月13日 | 殺しの感謝状     | ハセベバクシンオー | 田村孝蔵   | 11.4%  |
| 7                                                              | 8月20日 | 殺しの処方箋     | 徳永富彦           | 細川光信   | 09.0%  |
| 8                                                              | 8月27日 | 殺人大学         | 岡崎由紀子         | 新村良二   | 11.6%  |
| 9                                                              | 9月03日 | 殺人オーデコロン | 岡崎由紀子         | 長谷川康   | 11.0%  |
| 10                                                             | 9月10日 | 運命殺人事件     | 深沢正樹           | 吉田啓一郎 | 12.0%  |
| 平均視聴率 11.4%（視聴率はビデオリサーチ調べ、関東地区・世帯） |         |                  |                    |            |        |

### 日曜エンタ・ドラマスペシャル警視庁捜査一課9係（2014年）
- 日曜エンタ枠（日曜21時00分 - 23時10分）にて放送。

| 放送日        | サブタイトル                                                                | 脚本     | 監督     | 視聴率 |
| ------------- | --------------------------------------------------------------------------- | -------- | -------- | ------ |
| 2014年10月5日 | 最強の捜査チームVS命を懸けた殺人者たち 動機なき同時多発殺人と身元不明の血痕 | 深沢正樹 | 新村良二 | 11.1%  |

### 警視庁捜査一課9係 season10（2015年）
- 放送期間：2015年4月22日[29] - 7月1日[30]
- 放送回数：全10回
- 第1話は20時00分から21時48分までの1時間48分SP。
- 第2話以降の通常放送は、直後の『報道ステーション』との接続をステブレレスへと変更。それまでは2013年10月開始の『相棒 season12』より、『相棒』継続中はステブレレス接続、『相棒』以外の作品継続中はステブレ入りとされていたが、同シーズンより上半期放送の作品もステブレレス接続という形に移行した。
- このシーズンからseason3までと同様の4月クールに戻った[注 21]。
- 5月13日はバラエティー特番『くりぃむVS林修!早押しクイズサバイバー2015春』（19:00 - 21:48）放送のため休止。

| 放送回                                                         | 放送日  | サブタイトル                      | 脚本               | 監督       | 視聴率 |
| -------------------------------------------------------------- | ------- | --------------------------------- | ------------------ | ---------- | ------ |
| 1                                                              | 4月22日 | 空飛ぶ花嫁 -危険ドラッグ殺人事件- | 深沢正樹           | 杉村六郎   | 10.9%  |
| 2                                                              | 4月29日 | 殺しのレシピ                      | 瀧川晃代           | 新村良二   | 13.1%  |
| 3                                                              | 5月06日 | 伝説の鑑識                        | 深沢正樹           | 吉田啓一郎 | 13.9%  |
| 4                                                              | 5月20日 | おいしい死体                      | ハセベバクシンオー | 新村良二   | 09.8%  |
| 5                                                              | 5月27日 | 嘘つき女殺人                      | 真部千晶           | 吉田啓一郎 | 11.6%  |
| 6                                                              | 6月03日 | 完全犯罪理論                      | 深沢正樹           | 長谷川康   | 09.9%  |
| 7                                                              | 6月10日 | 殺人シナリオ                      | 岡崎由紀子         | 細川光信   | 11.4%  |
| 8                                                              | 6月17日 | 3つの捜査線                       | 徳永富彦           | 田村孝蔵   | 13.6%  |
| 9                                                              | 6月24日 | 四角い死体                        | 岡崎由紀子         | 新村良二   | 13.4%  |
| 10                                                             | 7月01日 | 殺意の香り                        | 真部千晶           | 吉田啓一郎 | 11.0%  |
| 平均視聴率 11.9%（視聴率はビデオリサーチ調べ、関東地区・世帯） |         |                                   |                    |            |        |

### 警視庁捜査一課9係 season11（2016年）
- 放送期間：2016年4月6日[34] - 6月15日[35]
- 放送回：全11回
- 第1話は21時00分から22時54分までの1時間54分SP[注 22]。

| 放送回                                                         | 放送日  | サブタイトル                                                          | 脚本                                | 監督       | 視聴率 |
| -------------------------------------------------------------- | ------- | --------------------------------------------------------------------- | ----------------------------------- | ---------- | ------ |
| 1                                                              | 4月06日 | 最強の宿敵、登場！死んだクマ男の秘密 幻の青いチューリップに宿る殺意！ | 深沢正樹（前編） 岡崎由紀子（後編） | 杉村六郎   | 13.9%  |
| 2                                                              | 4月13日 | 殺人整体                                                              | 瀧川晃代                            | 新村良二   | 12.5%  |
| 3                                                              | 4月20日 | カラフルな殺人                                                        | ハセベバクシンオー                  | 新村良二   | 12.7%  |
| 4                                                              | 4月27日 | 時間差殺人                                                            | 大川俊道                            | 長谷川康   | 12.0%  |
| 5                                                              | 5月04日 | 殺人ヨガ                                                              | 深沢正樹                            | 長谷川康   | 13.1%  |
| 6                                                              | 5月11日 | 花の殺人                                                              | 保正和之                            | 吉田啓一郎 | 12.1%  |
| 7                                                              | 5月18日 | 殺人カメラ                                                            | 真部千晶                            | 吉田啓一郎 | 10.7%  |
| 8                                                              | 5月25日 | 3つの大追跡                                                           | 徳永富彦                            | 田村孝蔵   | 13.6%  |
| 9                                                              | 6月01日 | コスプレ殺人                                                          | 岡崎由紀子                          | 田村孝蔵   | 10.2%  |
| 10                                                             | 6月08日 | 追憶の殺人                                                            | 徳永富彦                            | 細川光信   | 10.9%  |
| 11                                                             | 6月15日 | 殺人メッセージ                                                        | 深沢正樹                            | 杉村六郎   | 11.8%  |
| 平均視聴率 12.2%（視聴率はビデオリサーチ調べ、関東地区・世帯） |         |                                                                       |                                     |            |        |

### 警視庁捜査一課9係 season12（2017年）
- 放送期間：2017年4月12日[5] - 6月7日
- 放送回数：全9回
- 第1話は15分拡大 (21:00 - 22:09)

| 放送回                                                                       | 放送日  | サブタイトル     | 脚本               | 監督       | 視聴率 |
| ---------------------------------------------------------------------------- | ------- | ---------------- | ------------------ | ---------- | ------ |
| 1                                                                            | 4月12日 | かかし連続殺人   | 深沢正樹           | 杉村六郎   | 11.5%  |
| 2                                                                            | 4月19日 | 消えた水死体     | 深沢正樹           | 杉村六郎   | 11.6%  |
| 3                                                                            | 4月26日 | 殺人ピアノ曲     | 瀧川晃代           | 長谷川康   | 13.9%  |
| 4                                                                            | 5月03日 | ねらわれた監察医 | ハセベバクシンオー | 長谷川康   | 07.2%  |
| 5                                                                            | 5月10日 | 殺しの刺しゅう   | 保正和之           | 吉田啓一郎 | 09.4%  |
| 6                                                                            | 5月17日 | 犬の毛の殺意     | 岡崎由紀子         | 田村孝蔵   | 13.7%  |
| 7                                                                            | 5月24日 | 殺人フェイク     | 岩瀬晶子           | 新村良二   | 13.3%  |
| 8                                                                            | 5月31日 | 9時41分の殺意    | 徳永富彦           | 細川光信   | 12.6%  |
| 9                                                                            | 6月07日 | 殺人カーテン     | 真部千晶           | 杉村六郎   | 10.4%  |
| 平均視聴率 11.5%（視聴率はビデオリサーチ調べ、関東地区・世帯・リアルタイム） |         |                  |                    |            |        |

## BS放送
下記の日程にてBS朝日で放送されている。
- season1：2009年11月18日 - 2010年2月3日（毎週水曜19時00分 - 19時54分）
- season2：2010年2月10日 - 5月19日（毎週水曜19時00分 - 19時54分）
- season3：2010年5月26日 - 9月1日（毎週水曜19時00分 - 19時54分）

全シーズンとも、2025年現在CS局では未放送。BSではseason.3までは以後も再放送されたが、season.4以降は放送されていない。

## 関連商品

### 警視庁捜査一課9係 オリジナル・サウンドトラック
サウンドトラックCDとしてリリースされている。
収録曲
1. Fireball 〜9係テーマ
2. 出動!short version
3. Runaround
4. Club 9
5. 6 to 9
6. Diarmond
7. MrDr Harp
8. Rumble
9. Giwaku
10. Kowais bpm86
11. Kowais bpm120
12. Stuby
13. Go a way
14. IHO piano
15. 出動!long version
16. 係長?
17. 推理 No1
18. 推理 No2
19. スタート!
20. 悲しみと...
21. 危険!run to run
22. 二人について...
23. ふたりについて...piano solo version
24. 発端ミステリー
25. Fireball arranged
26. ミュージック・モンタージュ
27. 「使命1」ブリッジ
28. 「使命2」動き出し
29. 「使命3」ラスト

### 電子書籍
『スピンオフストーリー』、『エピソードゼロ』、『非番の日の9係』をそれぞれ2009年、2010年、2011年に配信している。脚本：波多野都。
スピンオフストーリー
1. Chapter.1『志保の1番長い日』
2. Chapter.2『矢沢の人情さぬきうどん』
3. Chapter.3『村瀬の知らないつかさの秘密』
4. Chapter.4『直樹の男の約束』
5. Chapter.5『青柳の七癖』
6. Chapter.6『真澄とキリン』
7. Chapter.7『倫太郎の冷や汗』

エピソードゼロ
1. Chapter.1『加納倫太郎9係長誕生』
2. Chapter.2『9係最初の部下・青柳靖』
3. Chapter.3『村瀬健吾9係主任の誕生秘話』
4. Chapter.4『小宮山志保、決断の日』
5. Chapter.5『鑑識・矢沢英明、9係へ』
6. Chapter.6『9係最後のメンバー・浅輪直樹』

非番の日の9係
1. Chapter.1『志保が9係に残った理由』
2. Chapter.2『矢沢の秘密の旅』
3. Chapter.3『直樹の休日』
4. Chapter.4『村瀬とつかさ再会の日』
5. Chapter.5『青柳と妙子の心の旅』
6. Chapter.6『倫太郎を取り巻く女たち』

### ノベライズ
「警視庁捜査一課9係」（2013年7月5日、泰文堂・リンダパブリッシャーズ）
season1とseason2のエピソードを抜粋した初のノベライズ本。
脚本：深沢正樹
小説：来島麦

### ガイドブック
警視庁捜査一課9係 アニバーサリーブック（2015年6月3日、産経新聞出版）

### DVD
- 「警視庁捜査一課9係 -season12- 2017」DVD-BOX　発売日：2017年9月20日
- 「警視庁捜査一課9係-season11- 2016」DVD-BOX　発売日：2016年9月21日
- 「警視庁捜査一課9係-season10- 2015」DVD-BOX　発売日：2015年10月7日
- 「警視庁捜査一課9係 2014」　　　　　DVD-BOX　発売日：2014年12月17日
- 「警視庁捜査一課9係 2013」DVD-BOX
- 「警視庁捜査一課9係 2012」DVD-BOX
- 「新・警視庁捜査一課9係 3」DVD-BOX
- 「新・警視庁捜査一課9係 2」DVD-BOX
- 「新・警視庁捜査一課9係」　　　　　　DVD-BOX　発売日：2009年2月26日
- 「警視庁捜査一課9係 season3」DVD-BOX
- 「警視庁捜査一課9係 season2」DVD-BOX
- 「警視庁捜査一課9係 season1」　　　DVD-BOX　発売日：年月日